# Hotel Margaret
A Hotel Margaret 2022-ben bemutatott magyar krimi-vígjátéksorozat, amelyet Hámori Barbara alkotott és rendezett.
A sorozat 2022. január 31-én debütált az RTL Klubon és április 29-én ért véget.

## Cselekmény
A tihanyi Margaret Hotelben megrendezésre kerül a 2021-es Like Hungary-díjátadó, amelyen Magyarország legnépszerűbb influenszereit díjazzák. Az idei év jelöltjei: Betty Queen, szépségkirálynő, Alexa, az autószakértő, VR Dani, gamer, Zoli G, rapper, Herceg, a bűvész, Dave, az extrém-sportoló, valamint az előző évek többszörös győztese, Hackman, a hacker. A díjátadót a szálloda igazgatója, Kozma Dénes szervezte, és lánya, a 18. életévét betöltő Kíra vezényli le. A rendezvény éjszakáján Hackmant kiáltják ki győztesnek, ám amikor felmegy a színpadra, hogy átvegye a díjat, váratlanul eldörren egy lövés, és a következő pillanatban Hackman véres fejjel összeesik. A szállodába megérkeznek a mentősök, akik elszállítják a félholt influenszert, majd kisvártatva a rendőrség is kivonul. A kissé különc Tordai Antal százados és az elbűvölő Draskóczi Dóra hadnagy bejelentik, hogy a szálloda mostantól nyomozati terület és vesztegzár alá helyezik a hotel minden lakóját.
A szálloda lakóinak mindennapjait innentől kezdve a díjátadón történtek és az ezzel kapcsolatos nyomozás határozza meg. A videósok tudják, hogy a lövés előtt Hackman mindegyikőjükről egy-egy videót akart bemutatni, amelyben leleplezi, hogy csalással szerezték a hírnevüket: Betty többszörös plasztikai műtéteken esett át, Alexa autóscégek anyagi támogatását élvezte, VR Dani illegális videojátékokkal keresett pénzt, Zoli G másoktól lopta a dalait, Herceg a tehetségét szexuális visszaélésre használta, Dave pedig photoshop segítségével hamisította az összes sport-videóját. A helyszínelés során a rendőrök megtalálják a pendrive-ot, ami ezeket a videókat tartalmazza, így kezdetben az influenszerek lesznek a nyomozás elsőszámú gyanúsítottjai. Közben kiderül, hogy a lövésre használt töltetet valaki ügyesen elhelyezte egy a díjátadón használt konfettiágyúban. Mivel az ágyú kulcsfontosságú bizonyítékká válik, a szálloda személyzete megpróbálja különböző módszerekkel elrejteni a rendőrség elől. A sorozat folyamán kiderül, hogy a személyzet majdnem minden tagjának van kisebb-nagyobb titkolni valója. A legsárosabb mindközül a tulajdonosasszony lánya, Schwarzenberg Judit, akinek gyerekkori betegsége révén elfojtott, gyilkos hajlamai vannak, valamint reménytelenül szerelmes a szállodaigazgatóba, Dénesbe. Judit eredetileg két ügyefogyott autószerelőt bérelt fel a díjátadó estéjére, hogy hajtsanak végre egy gyilkosságot, de mint kiderül, nem azt a gyilkosságot, ami végül Hackmannel történt. 
A hotel sanyarú anyagi helyzete miatt a tulajdonos, Margaret asszony kénytelen befektetési ajánlatot kérni egy gazdag, ám kétes erkölcsű vállalkozótól, Kőszegi Istvántól, akinek valójában személyes érdeke, hogy megszerezze a hotelt. Amellett, hogy Judit a saját adósságai rendezése reményében megpróbálja István kezére játszani az ingatlant, István üzleti partnere, a líbiai sejk is a hotel megszerzésében reménykedik, hogy ezáltal megkaparinthassa az egyik vendéget. Mint kiderül, Zoli G barátnője, a titokzatos múltú Ginger valójában a líbiai sejk lánya, aki az apja elől menekült Magyarországra. Kiderül, hogy Ginger Hackman testvére, aki szintén a sejk gyermeke. Hackman eredetileg Kőszegiről is akart egy leleplező videót csinálni, amiért a férfi éveken át lopta a családja pénzét. Mivel ezt csak teljes titokban tudta volna megcsinálni, a díjátadón el akarta játszani a saját halálát, Judit segítségével (aki valójában Hackman édesanyja), ám valaki meghiúsította a tervüket azzal, hogy a konfettiágyúval rálőtt.
A sorozat folyamán a sejk és Kőszegi emberei inkognitóban többször beépülnek a hotelbe, hogy megpróbálják megszerezni Gingert, később pedig Hackment is, akiről kiderül, hogy mégsem halt meg, egy golyóálló mellénynek köszönhetően. Tordai százados kinyomozza, hogy Hackman Kőszegiről készült leleplező videójának témája Aradi Anna eltűnése lett volna. Aradi Anna Kozma Dénes felesége volt, Kíra édesanyja, egyúttal Kőszegi szeretője. Tíz évvel ezelőtt Anna egy vitorlás balesetben odaveszett a Balatonban, s minden nyom arra utalt, hogy ezt Kőszegi okozta. A nyomozók azonban rájönnek, hogy Anna feltehetően a Sió-csatornán keresztül felhajózott a Dunáig, és elmenekült az országból. Előkerülnek levelek, amelyeket Anna éveken keresztül írt Dénesnek, és amelyeket Judit megpróbált eltitkolni Dénes elől. A nyomozók kiderítik, hogy Anna jelenleg Németországban tartózkodik Anna Schuster néven, és intézkedéseket tesznek a hazaszállításáért.
A Like Hungary-díjról kiderül, hogy valójában Alexának kellett volna megnyernie, de Hackman manipulálta az eredményeket a terve kivitelezéséhez. A Videósok Szövetsége átadja Alexának a díjat, ő azonban lemond róla, mert rájön, hogy nem érdemli meg. A többi videós szintén bevallja ország-világ előtt, hogy csalással lettek híresek (Dave kivételével, aki inkább elmenekül, mert tudott Hackman tervéről). Hackman értesül a vallomásukról, ellátogat a szállodához, és kifejezi, hogy büszke rájuk azért, amit tettek. A rendőrség letartóztatja őt megtévesztés vádjával, de Hackman így is boldog, mert Kőszegi is elnyeri méltó büntetését: gyilkossági kísérlet gyanújával őt és az embereit is letartóztatják.
A szálloda személyzete búcsúünnepséget szervez a videósoknak és örülnek, hogy végre lezárult a nyomozás, ám Tordai százados ekkor megdöbbentő bejelentést tesz: Juditot holtan találták a Balaton vizében és a gyilkos feltehetően a szállodában bujkál. A hotel ismét vesztegzár alá kerül…
A sorozat végén Dénes egy Kírának írt levélben bevallja, hogy ő ölte meg Juditot, amiért elárulta őt: egykor közösen tervelték ki Anna halálát, balesetnek álcázva, de Judit az utolsó pillanatban meggondolta magát, és kimenekítette Annát Németországba. Azért rejtegette évekig Anna leveleit, hogy megvédje őt Dénes bosszújától. Dénes azt is bevallja, hogy ő tervelte ki Hackman meggyilkolását a díjátadó estéjére, mert félt, hogy Kőszegi leleplezésével az ő titkára is fény derült volna. Dénes a levél megírása után elmenekül az országból, a hazatérő Anna pedig bevallja Dóra hadnagynak a teljes igazságot az eltűnéséről.

## Szereplők

### Főszereplők
| Karakter                                                      | Színész               | Megjegyzés                                                                                         |
| ------------------------------------------------------------- | --------------------- | -------------------------------------------------------------------------------------------------- |
| Schwarzenberg Margaret                                        | Tóth Judit            | A Hotel Margaret tulajdonosa, Judit édesanyja.                                                     |
| Dr. Tordai Antal százados                                     | Őze Áron              | Nyomozó, Dóra társa.                                                                               |
| Draskóczi Dóra hadnagy                                        | Losonczi Kata         | Nyomozó, Tordai társa.                                                                             |
| Schwarzenberg Judit                                           | Bognár Gyöngyvér      | Recepcióvezető, Margaret asszony lánya, Hackman édesanyja.                                         |
| Kozma Dénes                                                   | Epres Attila          | A Hotel Margaret igazgatója, Kíra édesapja, Anna volt férje.                                       |
| Ketter Dávid, „Dave”                                          | Adányi Alex           | Videós, extrém-sportoló.                                                                           |
| Varga Dániel, "VR Dani"                                       | Tzafetás Benjámin     | Gamer videós.                                                                                      |
| Herceg Titusz, "Herceg"                                       | Szalay Bence          | Bűvész és mentalista.                                                                              |
| Somvári Zoltán, „Zoli G”                                      | Darvasi Áron          | Rapper, Ginger ex-barátja.                                                                         |
| Kozma Kíra                                                    | Pásztor Virág         | Dénes és Anna 18 éves lánya.                                                                       |
| Horváth Alexa                                                 | Staub Viktória        | Autókkal foglalkozó videós.                                                                        |
| Molnár Barbara, „Ginger” / Szalmin Hasszan/Harsányi Mercédesz | Schumacher Vanda      | Zoli G ex-barátnője, műkörmös. A líbiai sejk lánya és Hackman féltestvére.                         |
| Kovács Bernadett, „Betty Queen”                               | Nyári Dia             | Szépségtippeket adó videós, ex-szépségkirálynő.                                                    |
| Berecz Károly, “Karesz”                                       | Harmath Imre          | A Hotel Margaret gazdasági igazgatója.                                                             |
| Losonczi Gyula                                                | Bede-Fazekas Szabolcs | Kertész a hotelben, Marcsi férje.                                                                  |
| Losoncziné Mária, „Marcsi”                                    | Csarnóy Zsuzsanna     | Szakácsnő a hotelben, Gyula felesége.                                                              |
| Kovács Ferenc, „Feri bá”                                      | Mészáros Máté         | A Hotel Margaret álmatag biztonsági őre.                                                           |
| Szekeres Tamás                                                | Böröndi Bence         | Vizimentő, Niki unokatestvére, Alma unokája.                                                       |
| Hartai Erzsébet, „Bözsi”                                      | Murányi Tünde         | A Hotel Maragert pletykás takarítónője.                                                            |
| Szekeresné Alma                                               | Kocsis Judit          | Takarítónő, Bözsi munkatársa, Niki és Tamás nagyanyja.                                             |
| Brúnó                                                         | Ötvös András          | Pincér a hotelben. A teljes neve sosem hangzik el a sorozatban.                                    |
| Csontos Gabriella, „Gabi”                                     | Balázs Andrea         | Pincérnő a hotelben, Brúnó munkatársa.                                                             |
| Osváth Teodor, „Teo”                                          | Dóczy Péter           | Londiner, Margaret asszony bizalmasa, Fred édesapja.                                               |
| Osváth Ferdinánd, „Fred”                                      | Szabó Simon           | Londiner, Teodor kissé együgyű fia.                                                                |
| Cserkényi Nikolett, „Niki”                                    | Szőts Orsolya         | Recepciós, Tamás unokatestvére, Alma unokája.                                                      |
| Molnár Tamás, “Hackman” / Mohamed Haszan                      | Miller Dávid          | Az egyik legnépszerűbb influenszer Magyarországon, Ginger féltestvére, a líbiai sejk és Judit fia. |
| Kőszegi István                                                | Pál András            | Befektető, a Parties and More nevű cég tulajdonosa, Anna volt szeretője.                           |

### Mellékszereplők
| Karakter           | Színész                | Megjegyzés                                                                               |
| ------------------ | ---------------------- | ---------------------------------------------------------------------------------------- |
| Rodicsovics Borisz | Kapácsy Miklós         | Autószerelők, Judit emberei és Szonja nagybátyjai.                                       |
| Rodicsovics Maxim  | Znamenák István        | Autószerelők, Judit emberei és Szonja nagybátyjai.                                       |
| Szonja             | Szabó Zsófi            | Hostess a díjátadón, Borisz és Maxim unokahúga. Ő hajtja végre a gyilkossági kísérletet. |
| Aradi Anna         | Bátyai Éva             | Dénes felesége, Kíra édesanyja, István szeretője. Évekkel ezelőtt eltűnt.                |
| Harry Sienkiewicz  | Harry Szovik           | A sejk embere, aki madagaszkári újságírónak adja ki magát a hotelben.                    |
| Salah Fathi        | El Kamarany Yaszin     | Líbiai katonai attasé, a sejk szóvivője.                                                 |
| Darabos János      | Schneider Zoltán       | Profilozó nyomozó, Tordai és Dóra hadnagy társa.                                         |
| Titi               | Görgényi Fruzsina      | István örömlányai.                                                                       |
| Vivi               | Czakó Alexandra        | István örömlányai.                                                                       |
| Zara Philips       | Santana Somogyi Lorena | Harry társa, a sejk embere, aki fotósnak adja ki magát.                                  |
| Embrió             | Májer Krisztián        | István személyi testőre és verőembere.                                                   |

### Epizódszereplők
- Áldott István – Temető őr
- Andorai Péter Krisztián – Újságíró 1.
- Bach Zsófia – Nővér
- Berkes Bence – Csuklyás férfi 1.
- Chajnóczki Balázs – Pálya menedzser
- Czakó Máté – Díler
- Csányi Dávid – Vidéki zenész
- Elek Ányos – Taxisofőr
- Endrődy Krisztián – Fagyiárus
- Fillár István – Pénzügyi igazgató
- Gere Dénes – Borász
- Gombos Krisztián – Vízirendőr
- Háda Fruzsina – Menyasszony
- Hajnal János – Újságíró
- Hegedűs Zoltán - Végrehajtó
- Inotay Ákos – Szervező
- Karsai J. András – Ápoló
- Király Tamás – Zenész 1.
- Nagy Mari - Idős néni
- Nyutali Norbert – Arab léghajós
- Oláh Zsuzsa – Idős néni
- Pavletits Béla – Manager 1.
- Rózsa Krisztián – Alvilági srác
- Rudner Barnabás – Zenész 2.
- Szatmári Attila – Rendőr
- Szelle Szilárd – Újságíró 2.
- Szitás Barbara – Rendőrnő
- Sztárek Andrea – Manager 2.
- Tary Patrícia – Ginger barátnője
- Tóth Máté – Áruszállító
- Tóth Sándor - Kórházigazgató
- Trokán Anna – Pincérnő
- Turós György – Csuklyás férfi 2.
- Vadász Krisztina – Herceg barátnője

## Epizódok
A sorozat 2022. január 31-én indult az RTL Klubon. Az utolsó epizódját április 29-én adták le. 
| Sor. | Év. | Cím                         | Premier           | Nézettség |
| ---- | --- | --------------------------- | ----------------- | --------- |
| 1.   | 1.  | Konfettiágyú                | 2022. január 31.  | 643 000   |
| 2.   | 2.  | Se ki, se be                | 2022. február 1.  | 524 000   |
| 3.   | 3.  | A titok nyitja              | 2022. február 2.  | 461 000   |
| 4.   | 4.  | Piszkos kis titkaink        | 2022. február 3.  | 392 000   |
| 5.   | 5.  | A vallomás                  | 2022. február 4.  | 394 000   |
| 6.   | 6.  | Ujjlenyomatok               | 2022. február 7.  | 361 000   |
| 7.   | 7.  | A gyanú árnyéka             | 2022. február 8.  | 340 000   |
| 8.   | 8.  | Tervek az eltűnésre         | 2022. február 9.  | 392 000   |
| 9.   | 9.  | Névtelen levél              | 2022. február 10. | 348 000   |
| 10.  | 10. | A rejtélyes fotó            | 2022. február 11. | 350 000   |
| 11.  | 11. | A titkos ajtó               | 2022. február 14. | 363 000   |
| 12.  | 12. | A lebukás                   | 2022. február 15. | 337 000   |
| 13.  | 13. | A nagy ugrás                | 2022. február 16. | 337 000   |
| 14.  | 14. | Magánakciók                 | 2022. február 17. | 346 000   |
| 15.  | 15. | Az arabok a spejzban vannak | 2022. február 18. | 320 000   |
| 16.  | 16. | Különös vendég              | 2022. február 21. | 319 000   |
| 17.  | 17. | Az ajtó mögött              | 2022. február 22. | 313 000   |
| 18.  | 18. | Vallomások                  | 2022. február 23. | 288 000   |
| 19.  | 19. | Kánikula                    | 2022. február 24. | 287 000   |
| 20.  | 20. | Offline rejtélyek           | 2022. február 25. | 297 000   |
| 21.  | 21. | A stoppos                   | 2022. február 28. | 248 000   |
| 22.  | 22. | Újabb titkok                | 2022. március 1.  | 251 000   |
| 23.  | 23. | Az igazi győztes            | 2022. március 2.  | 253 000   |
| 24.  | 24. | Új barátságok               | 2022. március 3.  | 230 000   |
| 25.  | 25. | Hajókirándulás              | 2022. március 4.  | 240 000   |
| 26.  | 26. | Az ismerős ismeretlen       | 2022. március 7.  | 227 000   |
| 27.  | 27. | A sejk fia                  | 2022. március 8.  | 257 000   |
| 28.  | 28. | Ki evez a végén?            | 2022. március 9.  | 226 000   |
| 29.  | 29. | Bújócska                    | 2022. március 10. | 217 000   |
| 30.  | 30. | Anna örök                   | 2022. március 11. | 228 000   |
| 31.  | 31. | A bajnok                    | 2022. március 16. | 207 000   |
| 32.  | 32. | Tituszka                    | 2022. március 17. | 225 000   |
| 33.  | 33. | Kettő lett, maradhat?       | 2022. március 18. | 244 000   |
| 34.  | 34. | Ginger költözik             | 2022. március 21. | 244 000   |
| 35.  | 35. | Lebukások                   | 2022. március 22. | 238 000   |
| 36.  | 36. | Tordai lecsója              | 2022. március 23. | 198 000   |
| 37.  | 37. | A szél az úr                | 2022. március 24. | 224 000   |
| 38.  | 38. | Nagy zabálás                | 2022. március 25. | 205 000   |
| 39.  | 39. | Ginger levele               | 2022. március 28. | 255 000   |
| 40.  | 40. | Bontatlan levelek           | 2022. március 29. | 205 000   |
| 41.  | 41. | A vallatás                  | 2022. március 30. | 260 000   |
| 42.  | 42. | Bulvárhír                   | 2022. március 31. | 253 000   |
| 43.  | 43. | A pisztoly nyomában         | 2022. április 1.  | 224 000   |
| 44.  | 44. | Titkos fotók                | 2022. április 4.  | 236 000   |
| 45.  | 45. | Az új vendég                | 2022. április 5.  | 233 000   |
| 46.  | 46. | Elhallgatások               | 2022. április 6.  | 223 000   |
| 47.  | 47. | Az ajándék                  | 2022. április 7.  | 215 000   |
| 48.  | 48. | Brúnó, a hős                | 2022. április 8.  | 185 000   |
| 49.  | 49. | Tordai szerencséje          | 2022. április 11. | 182 000   |
| 50.  | 50. | Anna Schuster               | 2022. április 12. | 150 000   |
| 51.  | 51. | A motoros menyasszonya      | 2022. április 13. | 138 000   |
| 52.  | 52. | Sarokba szorítva            | 2022. április 14. | 147 000   |
| 53.  | 53. | Tihanyi naplemente          | 2022. április 19. | 196 000   |
| 54.  | 54. | Revans                      | 2022. április 20. | 160 000   |
| 55.  | 55. | A levél                     | 2022. április 21. | 159 000   |
| 56.  | 56. | Vaktöltény                  | 2022. április 22. | 158 000   |
| 57.  | 57. | Két csók, és más semmi      | 2022. április 25. | 169 000   |
| 58.  | 58. | Zsarolás                    | 2022. április 26. | 170 000   |
| 59.  | 59. | A nyeremény                 | 2022. április 27. | 173 000   |
| 60.  | 60. | A nagy találkozás           | 2022. április 28. | 184 000   |
| 61.  | 61. | Hackman vallomása           | 2022. április 29. | 153 000   |

## Érdekességek
- Ahogy a Keresztanyu esetében is, Hámori Barbara számos színészt hozott át ebbe a sorozatba a Drága örökösök színészei közül, Tóth Judit, Kocsis Judit, Bede-Fazekas Szabolcs, Csarnóy Zsuzsanna, Szabó Simon és Dóczy Péter személyében.
  - A sorozatban Brúnó karakterét eredetileg Molnár Gusztáv játszotta volna, azonban a forgatás ideje alatt zajló rendőrségi ügyei miatt végül Ötvös András vette át a szerepet.
  - Bede-Fazekas Szabolcs és Epres Attila eredetileg szerepeltek a Keresztanyuban is, de a Hotel Margaret forgatása miatt a karaktereiket kiírták az előbbi sorozatból.
- A sorozatban a Barátok közt több egykori színésze is szerepet kapott, úgy mint Nyári Dia, Pásztor Virág, Murányi Tünde, Görgényi Fruzsina és Bátyai Éva.
- A sorozat külső jeleneteit a tihanyi Hotel Yacht Clubban,[6] míg a belső jeleneteket az RTL Klub székházában forgatták a Média Center Camponában.
- Hámori Barabara szerint a sorozat Bujtor István filmjeinek és Agatha Christie krimijeinek hangulatát kívánja megidézni.
- Őze Áron saját bevallása szerint Tordai százados karakterét Monk, Doktor House és Columbo jellemeiből gyúrta össze. Stílusában és szokásaiban a figura leginkább mégis Columbót idézi.
- Tóth Judit a sorozat előtt eredetileg a visszavonulását tervezte a színészi pályától a korára hivatkozva, ám a sorozat műfaja és Margaret asszony karaktere annyira tetszett neki, hogy nem tudott nemet mondani a felkérésre.
- A Szonját alakító Szabó Zsófi a szerepe szerint egy törpespiccel érkezik a Hotel Margaretbe. A kutya nem csupán sorozatelem, hanem Szabó Zsófi való életbeli házikedvence.
- A 18. részében Borisz a sorozat főcímdalát hallgatja a rádióban.
- A 20. részében Zoli G Kírával élőközönség előtt énekli a sorozat főcímdalát. A hivatalos főcímdalt is az őket alakító színészek, Darvasi Áron és Pásztor Virág éneklik.
- A 23. és az 59. részében is történik egy-egy utalás a Keresztanyura. A 23. részben, amikor Gabi kibontja a díjátadó eredményeit tartalmazó levelet, kijelenti, hogy tudja, miként kell sértetlenül feltörni egy borítékot, mert nézi a Keresztanyut. Az 59. részben, amikor Boriszt és Maximot letartoztatják, Maxim azzal mentegetőzik a rendőröknek, hogy nekik most kellett volna elutazniuk Makkosszállásra, ahol a "keresztanyjuk" munkát adott nekik cigaretta-csempészként. Válaszul, Dóra hadnagy azzal élcelődik, hogy "miért nem utaznak inkább márványban, amikor abban van a nagy üzlet", utalva ezzel a Keresztanyu 3. évadának történetére. A sorozat 3. évadát a Hotel Margarettel egyidejűleg sugározta az RTL Klub, valamint a két sorozat forgatása is egy időben zajlott.